# الحزب الإسلامي التركستاني

علم جمهورية شرق تركستان الإسلامية تأسّست سنة 1933

الحزب الإسلامي التركستاني ((بالأويغورية: تۈركىستان ئىسلام پارتىيىسى)، بالتركية: Türkistan İslam Partisi، بالصينية: 突厥斯坦伊斯兰党، ببيتين الصينية: Tūjuésītǎn yīsīlán dǎng) هي منظمة مسلحة إسلامية ايغورية انفصالية، أسسها حسن محسوم في باكستان، وتتمثل أهدافه المعلنة في إقامة دولة إسلامية في شينجيانغ وآسيا الوسطى.شارك الحزب في الحرب الأهلية السورية. كما تزعم بعض المصادر استعانت تركيا ميليشيات الحزب ضد الأكراد في ديار بكر. وكانت واشنطن قد أدرجت حركة شرق تركستان الإسلامية على قائمة التنظيمات الإرهابية في 27 أغسطس 2002 إلا أنّها عادت لتحذفها من قائمة المنظمات الارهابية بتاريخ 20 تشرين الأول/أكتوبر 2020 وذلك حسب ما أعلنه وزير الخارجية الأمريكي مايك بومبيو بتاريخ 5 نوفمبر 2020، وقد درجت واشنطن على لفت النظر نحو ما تعتبره استغلالاً للنظم القانونية والتربوية من قبل بكين لسحق عرقية الإيغور. مؤسس وزعيم التنظيم هو حسن محسوم، الذي قتل برصاص الجيش الباكستاني يوم 2 أكتوبر 2003.
وتؤكد الحكومة الصينية أن حزب تركستان الشرقية الإسلامي مرادف لحركة تركستان الشرقية الإسلامية وقد وصف العلماء حركة تركستان الشرقية الإسلامية بأنها تطالب بالاستقلال التام وتدعم أو لا تبالي بالأساليب الأكثر تطرفًا التي تحركها دوافع دينية وعرقية. واتهمت الحكومة الصينية أعضاء الحركة بعدة هجمات بسيارات مفخخة في تركستان الشرقية المحتلة في التسعينات، فضلا عن مقتل دبلوماسي صينى في قيرغيزستان في عام 2002، لكن الجماعة لم تعترف أو تنفي هذه الاتهامات. كما تزعم الصين والولايات المتحدة بأن الحركة لها علاقات مع تنظيم القاعدة.[بحاجة لمصدر]
في يناير 2002 أصدرت الحكومة الصينية تقريراً حاول أن يثبت أن حسن محسوم التقى أسامة بن لادن في عام 1999، وتلقى وعودًا من المال، وأن بن لادن أرسل العشرات إلى الصين. لكن زعيم وقائد الحركة حسن محسوم نفى هذه العلاقات التنظيمية وقال أن الصين تبالغ، ووصفها كوسيلة لحشد الدعم من الولايات المتحدة.[بحاجة لمصدر]

## تصنيفها كإرهابية
منذ هجمات 11 سبتمبر، تم تصنيف الجماعة كمنظمة إرهابية من قبل البلدان والمنظمات الدولية التالية:
- | الميثاق                   | - الديباجة                                                                                                                                                                                                                                                                                                                                                                                                                                                                                                                                                                                                                                                                                                                                                                                                                                                                                                                                                                |
| الأجهزة الرئيسية          | - الأمانة العامة - الأمين العام - نائب الأمين العام - وكيل الأمين العام - الجمعية العامة - الرئيس - محكمة العدل الدولية - النظام الأساسي - مجلس الأمن - الأعضاء - الرئيس - المجلس الاقتصادي والاجتماعي - الرئيس - مجلس الوصاية |
| برامج وصناديق وهيئات أخرى | - ثقافة السلام - مركز التجارة الدولي - اللجنة الدولية للتغيرات المناخية - الوكالة الدولية للطاقة الذرية - مينورسو - برنامج فيروس نقص المناعة البشرية - المحكمة الخاصة بسيراليون - مؤتمر التجارة والتنمية - لجنة القانون التجاري الدولي - صندوق تنمية رأس المال - التواصل العالمي - برنامج الأمم المتحدة الإنمائي - عمليات السلام - قوات حفظ السلام - برنامج الأمم المتحدة للبيئة - اوزون أكشن - صندوق الشراكات الدولية - صندوق الأمم المتحدة للسكان - برنامج المستوطنات البشرية - مفوضية حقوق الإنسان - مفوضية شؤون اللاجئين - مجلس حقوق الإنسان - يونيسف - المعهد الإقليمي لبحوث الجريمة والعدالة - معهد بحوث نزع السلاح - معهد التدريب والبحث - شبكة الأمم المتحدة للمحيطات - مكتب المخدرات والجريمة - مكتب خدمة المشروعات - يونوسات - معهد بحوث التنمية الاجتماعية - أونروا - مجموعة التنمية المستدامة - كلية موظفي منظومة الأمم المتحدة - جامعة الأمم المتحدة - يونو أوب - معهد دراسات التكامل الإقليمي - متطوعي الأمم المتحدة - هيئة المرأة - برنامج الأغذية العالمي |
| وكالات متخصصة             | - فاو - منظمة الطيران المدني الدولي - الصندوق الدولي للتنمية الزراعية - منظمة العمل الدولية - صندوق النقد الدولي - المنظمة البحرية الدولية - الاتحاد الدولي للاتصالات - الاتحاد العالمي للمنظمات الهندسية - يونسكو - منظمة الأمم المتحدة للتنمية الصناعية - منظمة السياحة العالمية - الاتحاد البريدي العالمي - منظمة الصحة العالمية - المنظمة العالمية للملكية الفكرية - المنظمة العالمية للأرصاد الجوية - مجموعة البنك الدولي - البنك الدولي للإنشاء والتعمير - مؤسسة التنمية الدولية - مؤسسة التمويل الدولية |
| الأمانة العامة وأقسامها   | - المقر - مبعوث الشباب - المتحدث الرسمي باسم الأمين العام - جنيف - قصر الأمم - نيروبي - فيينا - الشؤون الاقتصادية والاجتماعية - الشؤون السياسية وبناء السلام - مكتبة داغ همرشولد - السلامة والأمن - حقوق الفلسطينيين - عمليات السلام - الرقابة الداخلية - الشؤون القانونية - الدول النامية - الرياضة لأغراض التنمية والسلام - شؤون نزع السلاح - شؤون الفضاء الخارجي - الشراكات - تنسيق الشؤون الإنسانية - قائمة المنظمات حسب الموقع - العنف الجنسي في حالات النزاع |

| السنوات السابقة   | - الاتحاد الدولي للاتصالات - الاتحاد البريدي العالمي - مؤتمر السلام الدولي - محكمة التحكيم الدائمة - عصبة الأمم - الأرشيف - ميثاق - تنظيم - الأعضاء                                                    |
| السنوات التحضيرية | - إعلان لندن (1941) - ميثاق الأطلسي (1941) - إعلان الأمم المتحدة (1942) - مؤتمر موسكو (1943) - مؤتمر طهران (1943) - مؤتمر دومبارتون أوكس (1944) - مؤتمر يالطا (1945) - مؤتمر المنظمة الدولية (1945)    |
| النشاطات          | - بعثات حفظ السلام - تاريخ [لغات أخرى]‏ - الجدول الزمني [لغات أخرى]‏ - الإعلان العالمي لحقوق الإنسان - الصياغة - يوم حقوق الإنسان - اتساع الأمم المتحدة - اتفاقية حقوق الطفل - إعلان حقوق الشعوب الأصلية |[28]
- الاتحاد الأوروبي[29]
- الأرجنتين[30]
- الصين
- اليابان[31]
- كازاخستان[32][33][34]
- قرغيزستان[ا][37][38]
- ماليزيا[39][40]
- نيوزيلندا[41]
- باكستان[42]
- روسيا[43]
- تركيا[44][45]
- الإمارات العربية المتحدة[46][47]
- المملكة المتحدة[48][49]

سابقًا
- الولايات المتحدة (حتى عام 2020): صنفت الولايات المتحدة حركة تركستان الشرقية الإسلامية سابقًا على أنها منظمة إرهابية بموجب المادة 8 من قانون الولايات المتحدة القسم 1189 من عام 2002 إلى عام 2020. [50][51] صادرت وزارة الخزانة الأمريكية ممتلكات المنظمة وحظرت المعاملات معها وفقًا للأمر التنفيذي 13224،[50] بينما منعت وزارة الخارجية أعضاءها من دخول البلاد.[51] ألغت الولايات المتحدة هذا التصنيف لحركة تركستان الشرقية الإسلامية في أكتوبر 2020 على أساس أنه "لم يكن هناك دليل موثوق على أن حركة تركستان الشرقية الإسلامية لا تزال موجودة".[52][53] ومع ذلك، تواصل وزارة الخارجية الأمريكية النظر إلى حزب تركستان الإسلامي (TIP) كمنظمة إرهابية. صرح متحدث باسم وزارة الخارجية الأمريكية لمجلة نيوزويك أن "الإرهابيين الأويغور الذين يقاتلون في سوريا وأفغانستان هم أعضاء في حزب تركستان الإسلامي (TIP)"، وهي "منظمة منفصلة حددتها الصين ودول أخرى بشكل غير صحيح على أنها حركة تركستان الشرقية الإسلامية".[54] واتهمت الصين الولايات المتحدة بالمعايير المزدوجة عندما أسقطت حركة تركستان الشرقية الإسلامية من قائمة الإرهاب،[55][56][57] بينما تزعم الولايات المتحدة أن هذا الوصف قد أسيء استخدامه على نطاق واسع لقمع المسلمين في سنجان.[58][59][60]